# 山案座

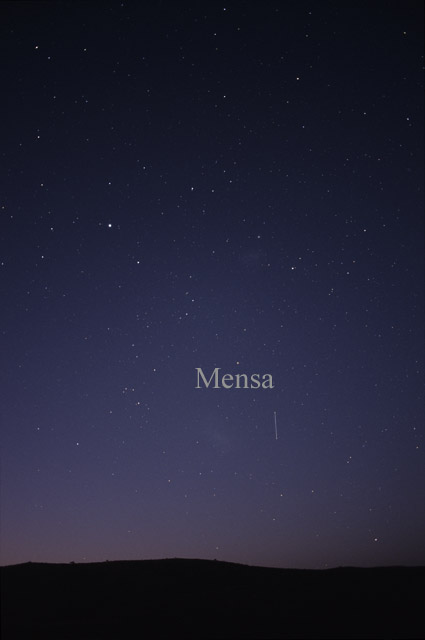
山案座可用肉眼观测

山案座，是靠近南天極的南天小星座，属法国天文学家尼可拉·路易·拉卡伊18世纪划分的14个星座。星座原名是拉丁语，意为桌子，原指，即桌山。山案座属國際天文聯會指定的88个现代星座，覆盖153.5平方度夜空，面積排名第75。除南天极的南极座外，山案座是最靠南面的星座，北半球只有北纬5度线以南才能观测。
山案座亮度在88个现代星座基本垫底，完全没有明亮恒星，最亮的山案座α仅在理想天气的郊区夜空勉强可见。大麦哲伦星系众多星团与类星体在山案座范围，至少三个恒星系发现系外行星。

## 历史
法国天文学家尼可拉·路易·拉卡伊在好望角停留两年观察并分类上万颗南天恒星，在欧洲无法观测的南天星空划分14个星座，另外13个用象征啟蒙時代的科学仪器命名，仅代表桌山的山案座例外:6–7。桌山是可俯瞰開普敦的南非山峰，距拉卡伊观测星空的天文台不远。星座原名指桌山，据拉卡伊回忆，麥哲倫雲又称开普云，东南方向刮来暴风雨时乌云经常笼罩桌山，就像“桌子”藏在云后的天上:207–208。1844年約翰·赫歇爾提议把星座名称缩短成一个单词，毕竟拉卡伊命名星座后已将相当一部分名称缩短。

## 简介
山案座北接劍魚座，西北和西侧靠水蛇座，南临南极座，东挨蝘蜓座，东北方向与飞鱼座相邻，覆盖153.5平方度夜空，占0.372%，在88个现代星座排第75。1922年，国际天文联会确定以三字母缩写代指山案座。比利时天文学家尤金·德爾波特1930年正式划分星座边界，山案座呈八条边组成的多边形（见文首信息框）。星座在赤道坐標系統的赤经位于03h 12m 55.9008s至07h 36m 51.5289s范围，赤纬在−69.75°到−85.26°之间。除南天极的南极座外，山案座是最靠南面的星座，仅北纬5度线以南可看到完整星座。

## 显著特点

### 恒星
拉卡伊用拜耳命名法为星座分配α至λ共十个希腊字母（κ除外），本杰明·阿普索普·古尔德后来增加κ、μ、ν、ξ和π。通常这么黯淡的恒星没有资格以希腊字母命名，但古尔德觉得它们离南天极很近，有必要命名。:207–20888个现代星座仅山案座没有恒星亮度超过5.0视星等，最亮的山案座α只有5.09视星等，仅在理想天气的郊区夜空勉强可见，星座内共22颗恒星亮度不低于6.5视星等。
山案座α是光谱等级G7V、离地33.32±0.02光年的類太陽恆星。25万年前该星离地不到11光年而且要明亮得多，接近2.0视星等。山案座α周围紅外過量，表明附近有半径超过147天文單位的星周盤，估计星周盘温度低于2.2万开尔文。不过赫雪爾太空望遠鏡的观测数据不能证实红外过量数值。山案座α周围尚未发现行星，角距離3.05弧秒（相当于30天文单位左右）处有紅矮星相伴。
5.19视星等的山案座γ是星座第二亮恒星，距地球104.9±0.5光年，已有约106亿年历史，以1.04倍太阳质量膨胀到五倍太阳半径，是光谱等级K2III的橙巨星。5.31视星等的山案座β离地660±10光年，是光谱等级G8III的黄巨星，质量约太阳3.6倍并有513倍太陽光度。该星已有2.7亿年历史，位于大麦哲伦星系前方。
山案座ζ与山案座η都有红外过量，表明周边存在星周盘。山案座ζ是光谱等级A5 III的衰老白巨星，距地球394±4光年。山案座η是光谱等级K4 III的橙巨星，离地650±10光年。
光谱等级G1的山案座π也是类太阳恒星，距地球59.62±0.07光年。2001年，科学家发现该星还有离心轨道亚恒星相伴。结合更加精确的依巴谷卫星数据判断，伴星在10.27至29.9倍木星質量范围，这与亚恒星定义相符，如果再大就要归入棕矮星范围。2018年9月16日，科学家公布发现山案座π第二颗亚恒星伴星的消息，这颗超级地球的轨道周期为6.27天，是科学家通过凌日系外行星巡天衛星发现后公布的第一颗系外行星。
HD 38283是光谱等级F9.5V的类太阳恒星，亮度6.7视星等，离地124.3±0.1光年。2011年，科学家用径向速度法发现该星存在轨道周期363天（接近地球）的氣態巨行星，質量下限约为木星三分之一。HD 39194是光谱等级K0V、8.08视星等的橙矮星，距地球86.21±0.09光年。高精度徑向速度行星搜索器在附近发现三颗行星，公转周期分别是5.6、14和34天，质量下限分别是地球3.72、5.94和5.14倍。
山案座TZ是亮度以8.57天周期在6.2到6.9范围变化的食雙星，由两颗距离很近的白主序星组成。其中一颗光谱等级A0V，半径为太阳两倍，质量2.5倍；另一颗光谱等级A8V，半径是太阳1.4倍，质量1.5倍。山案座UX也是食双星，由两颗质量约太阳1.2倍且有22±5亿年历史的恒星组成，以4.19天周期围绕彼此旋转，离地338.2±0.9光年。山案座TY既是食双星，又是大熊座W型變星，两星距离太近以至共用外围恒星材料。经过计算，两星中比较大的拥有1.86倍太阳质量，直径1.85倍，光度13.6倍；另一颗四成太阳质量，直径八成四，光度1.7倍；两星表面温度分别是8164和7183开尔文。山案座YY是光谱等级K1III的橙巨星，约2.2倍太阳质量，直径12.7倍，光度70倍。该星以9.5天为周期高速旋转，发射的X射线极强，达到后髮座FK型变星水平。这类变星估计是由恒星系接触后两颗恒星合并而成。山案座YY亮度8.05视星等，距地球707±6光年。山案座AH是激變變星系，由围绕彼此以2小时57分轨道周期高速旋转的白矮星和红矮星组成。两星距离太近，白矮星从红矮星吸收物质形成按周期爆发导致星系突然变亮的吸积盘。山案座TU也是白矮星和红矮星组成的激变变星，以2小时49分公转周期围绕彼此旋转，超峰时间（即周期爆发后变亮的时间）在已发现的激变变星系名列前茅。通常激变变星爆发后的增亮周期是第37天增亮一天，超峰可在每194天增亮5到20天。

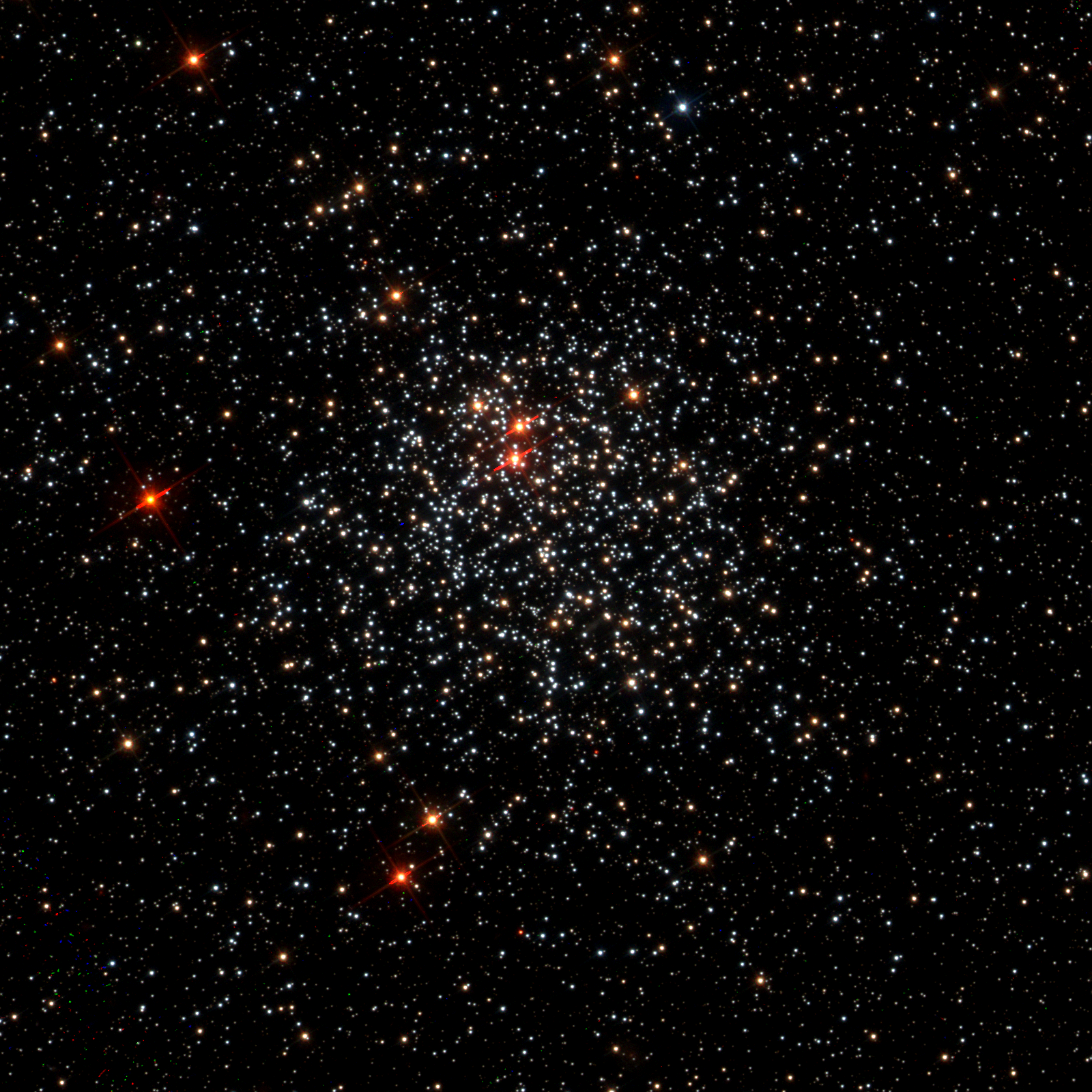
哈勃空间望远镜拍摄的NGC 1987照片

山案座AO是9.8视星等的黯淡橙矮星，质量和尺寸均为太阳八成，同时还是天龍座BY型變星。这类星体的星斑非常明显， 以至自转时亮度都会变化。山案座AO是繪架座β移動星群成员，该星群正经过银河系，其中恒星大都很年轻，相互没有密切联系。
WISE 0535-7500是两颗次棕矮星组成的聯星系統，距地球47±3光年，光谱等级低于Y1，目前科技手段还无法分开观测。估计两星质量都在8到20倍木星范围，间隔不到一天文单位。

### 深空天体

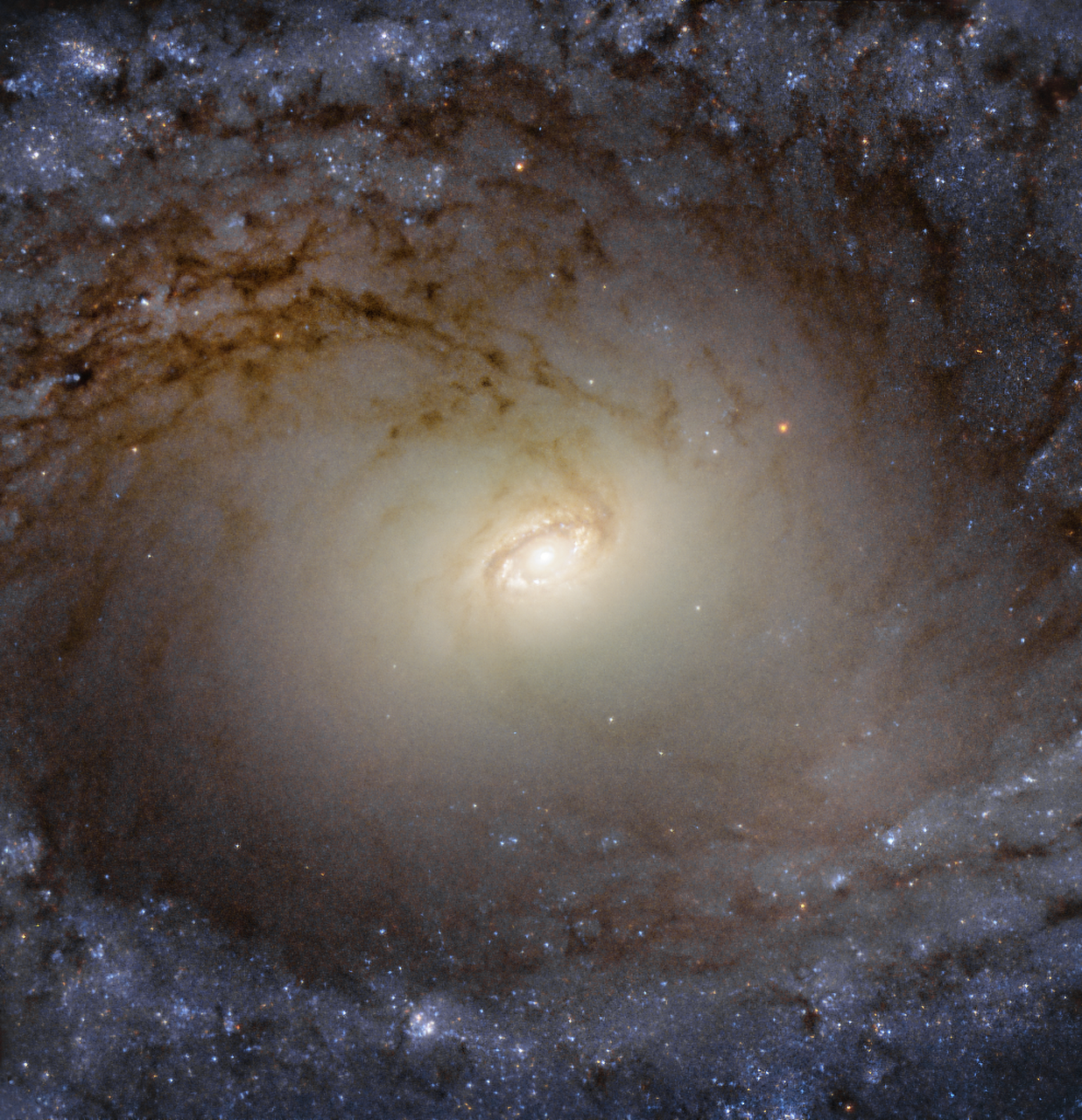
IC 2051是山案座螺旋星系

大麦哲伦星系少部分在山案座范围，大部分在相邻的劍魚座，是银河系的衛星星系，距地球16.3万公里。其中位于山案座的恒星包括：山案座W是黄白超巨星，也是罕见的北冕座R型變星；HDE 268835是蓝色特超巨星，周围是巨大的星周盘；R71是高光度藍變星，2012年光度高峰达太阳上百万倍。NGC 1987是大麦哲伦星系的球狀星團，估计约有六亿年历史，包含大量衰老的红色恒星；NGC 1848是形成2700万年的疏散星团。此外，山案座还有许多疏散星团，但绝大部分只能用大型望远镜观测。
PKS 0637-752是紅移值0.651的遥远类星体，是1999年钱德拉X射线天文台投入运作后第一个观测目标。观测结果表明星体喷射的气体长33万光年，可用射电、光学望远镜或利用X射线波长观测。